# Señales de advertencia de peligro

Forma y colores de las señales de advertencia de peligro en carretera por países:
(utiliza ambas)
(antigua)
(antigua)

Se llama peligro a todas las circunstancias que pueden ocurrir en cualquier momento en las cuales pueda existir algún riesgo para la integridad física de las personas, animales o en seres que puedan estar ubicados en una determinada zona, ya sean tanto en una vía pública como en un lugar de trabajo o en el interior de cualquier vivienda o establecimiento comercial.
Para prevenir las consecuencias de la situación de peligro se utilizan toda una serie de elementos, llamados señales, que tienen por objetivo avisar a las personas de que están en una zona peligrosa y deben evitarla o tomar las precauciones y protecciones adecuadas.

## Tipos de señales de peligro o advertencia
Para indicar la existencia de peligro se pueden utilizar los siguientes medios de advertencia.
- Señales emitidas por las personas (Gestos, voces)
- Advertencias o avisos mediante leyendas
- Señales en forma de pictogramas
- Señales acústicas (Timbres, alarmas, sirenas del mar)
- Señales luminosas
- Códigos internos secretos (Fuerzas de seguridad, emergencias)

Las señales de advertencia de peligro tienen por objeto indicar a los usuarios de la vía la proximidad y la naturaleza de un peligro difícil de ser percibido a tiempo, con objeto de que se cumplan las normas de comportamiento que, en cada caso, sean procedentes. La forma genérica exterior es un triángulo equilátero con fondo blanco y borde rojo. En el interior de cada señal específica para los tipos de peligro que están regulados se coloca un símbolo identificativo, de color negro.

## Señales de precaución de peligro en el tráfico

### Señales de precaución de peligro de tráfico en España

Ejemplo de señal de advertencia de peligro en España, en este caso de proximidad de curva peligrosa hacia la derecha.

Las señales de advertencia de peligro en España cumplen los acuerdos internacionales de Viena. Serían de forma triangular con marco rojo y fondo blanco o amarillo en caso de obras.

## Señalización de seguridad y salud en los lugares de trabajo

Símbolo Internacional de Riesgo Biológico.

Símbolo de peligro por radiaciones.

Señal de peligro eléctrico.

Señal de radiación no ionizante.

Símbolo de riesgo o de precaución general

Símbolo de riesgo ante campos magnéticos

Símbolo de arma química

Un típico símbolo de riesgo por láser

Se trata de una señalización que, referida a un objeto, actividad o situación determinadas, proporcione una indicación o una obligación relativa a la seguridad o la salud en el trabajo mediante una señal en forma de panel, un color, una señal luminosa o acústica, una comunicación verbal o una señal gestual, según proceda. 
Las señales de socorro pueden significar lo siguiente:
- Señal de prohibición: una señal que prohíbe un comportamiento susceptible de provocar un peligro.
- Señal de advertencia o peligro: una señal que advierte de un riesgo o peligro.
- Señal de obligación: una señal que obliga a un comportamiento determinado.
- Señal de salvamento o de socorro: una señal que proporciona indicaciones relativas a las salidas de socorro, a los primeros auxilios o a los dispositivos de salvamento.

Las señales pueden estar indicadas en forma de panel:
- Una señal que, por la combinación de una forma geométrica, de colores y de un símbolo o pictograma, proporciona una determinada información, cuya visibilidad está asegurada por una iluminación de suficiente intensidad.
- Color de seguridad: un color al que se atribuye una significación determinada en relación con la seguridad y salud en el trabajo.
- Símbolo o pictograma: una imagen que describe una situación u obliga a un comportamiento determinado, utilizada sobre una señal en forma de panel o sobre una superficie luminosa.
- Señal luminosa: una señal emitida por medio de un dispositivo formado por materiales transparentes o translúcidos, iluminados desde atrás o desde el interior, de tal manera que aparezca por sí misma como una superficie luminosa
- Señal acústica: una señal sonora codificada, emitida y difundida por medio de un dispositivo apropiado, sin intervención de voz humana o sintética.
- Comunicación verbal: un mensaje verbal predeterminado, en el que se utiliza voz humana o sintética.
- Señal gestual: un movimiento o disposición de los brazos o de las manos en forma codificada para guiar a las personas que estén realizando maniobras que constituyan un riesgo o peligro para los trabajadores.

## Señales de advertencia o peligro homologadas en los lugares de trabajo
- Materias inflamables
- Materias explosivas
- Materias tóxicas
- Materias corrosivas
- Materias radioactivas
- Cargas suspendidas
- Vehículos de manutención
- Riesgo eléctrico
- Peligro en general
- Radiaciones láser
- Materias comburentes
- Radiaciones no ionizadas
- Campo magnético interno
- Riesgo de tropezar
- Caída a distinto nivel
- Riesgo biológico
- Materias nocivas o irritantes

## Símbolos de riesgo
| Símbolo de riesgo y nombre         | Significado (Definición y Precaución) | Ejemplos                                               |
| ---------------------------------- | --- | ------------------------------------------------------ |
| C Corrosivo                        | Clasificación: Estos productos químicos causan destrucción de tejidos vivos y/o materiales inertes. Precaución: No inhalar y evitar el contacto con la piel, ojos y ropas. | - Ácido clorhídrico - Ácido fluorhídrico               |
| E Explosivo                        | Clasificación: Sustancias y preparaciones que pueden explotar bajo efecto de una llama o que son más sensibles a los choques o fricciones que el dinitrobenceno. Precaución: evitar golpes, sacudidas, fricción, flamas o fuentes de calor. | - Nitroglicerina                                       |
| O Comburente                       | Clasificación: Sustancias que tienen la capacidad de incendiar otras sustancias, facilitando la combustión e impidiendo el combate del fuego. Precaución: evitar su contacto con materiales combustibles. | - Oxígeno - Nitrato de potasio - Peróxido de hidrógeno |
| F Inflamable                       | Clasificación: Sustancias y preparaciones: - que pueden calentarse y finalmente inflamarse en contacto con el aire a una temperatura normal sin empleo de energía, o - sólidas, que pueden inflamarse fácilmente por una breve acción de una fuente de inflamación y que continúan ardiendo o consumiéndose después de haber apartado la fuente de inflamación, o - líquidas que tiene un punto de inflamación inferior a 21 °C, o - gaseosas, inflamables en contacto con el aire a presión normal, o - que, en contacto con el agua o el aire húmedo, desenvuelven gases fácilmente inflamables en cantidades peligrosas; Precaución: evitar contacto con materiales ignitivos (aire, agua). | - Benceno - Etanol - Acetona                           |
| F+ Extremadamente inflamable       | Clasificación: Sustancias y preparaciones líquidas, cuyo punto de inflamación se sitúa entre los 21 °C y los 55 °C; Precaución: evitar contacto con materiales ignitivos (aire, agua). | - Hidrógeno - Etino - Éter etílico                     |
| T Tóxico                           | Clasificación: Sustancias y preparaciones que, por inhalación, ingestión o penetración cutánea, pueden implicar riesgos graves, agudos o crónicos a la salud. Precaución: todo el contacto con el cuerpo humano debe ser evitado. | - Cloruro de bario - Monóxido de carbono - Metanol     |
| T+ Muy tóxico                      | Clasificación: Por inhalación, ingesta o absorción a través de la piel, provoca graves problemas de salud e incluso la muerte. Precaución: todo el contacto con el cuerpo humano debe ser evitado. | - Cianuro - Trióxido de arsenio - Nicotina             |
| Xi Irritante                       | Clasificación: Sustancias y preparaciones no corrosivas que, por contacto inmediato, prolongado o repetido con la piel o las mucosas, pueden provocar una reacción inflamatoria. Precaución: los gases no deben ser inhalados y el contacto con la piel y ojos debe ser evitado. | - Cloruro de calcio - Carbonato de sodio               |
| Xn Nocivo                          | Clasificación: Sustancias y preparaciones que, por inhalación, ingestión o penetración cutánea, pueden implicar riesgos a la salud de forma temporal o alérgica; Precaución: debe ser evitado el contacto con el cuerpo humano, así como la inhalación de los vapores. | - Etanal - Dicloro-metano - Cloruro de potasio         |
| N Peligroso para el medio ambiente | Definición: El contacto de esa sustancia con el medio ambiente puede provocar daños al ecosistema a corto o largo plazo Manipulación: debido a su riesgo potencial, no debe ser liberado en las cañerías, en el suelo o el medio ambiente. | - Benceno - Cianuro de potasio - Lindano               |